# Mortirolopasset

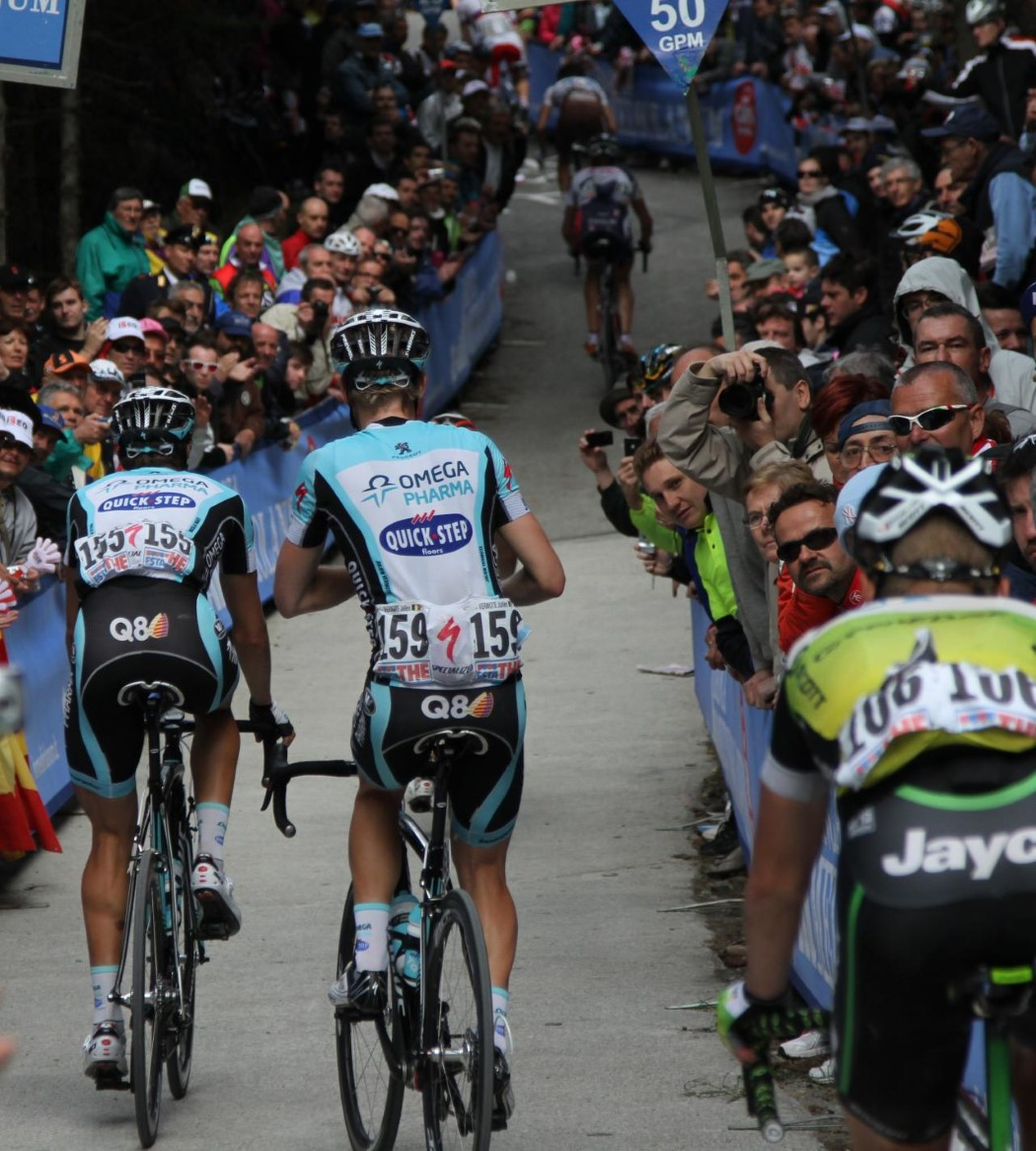
60 meter kvar till krönet på Mortirolopasset under Giro d'Italia 2012.

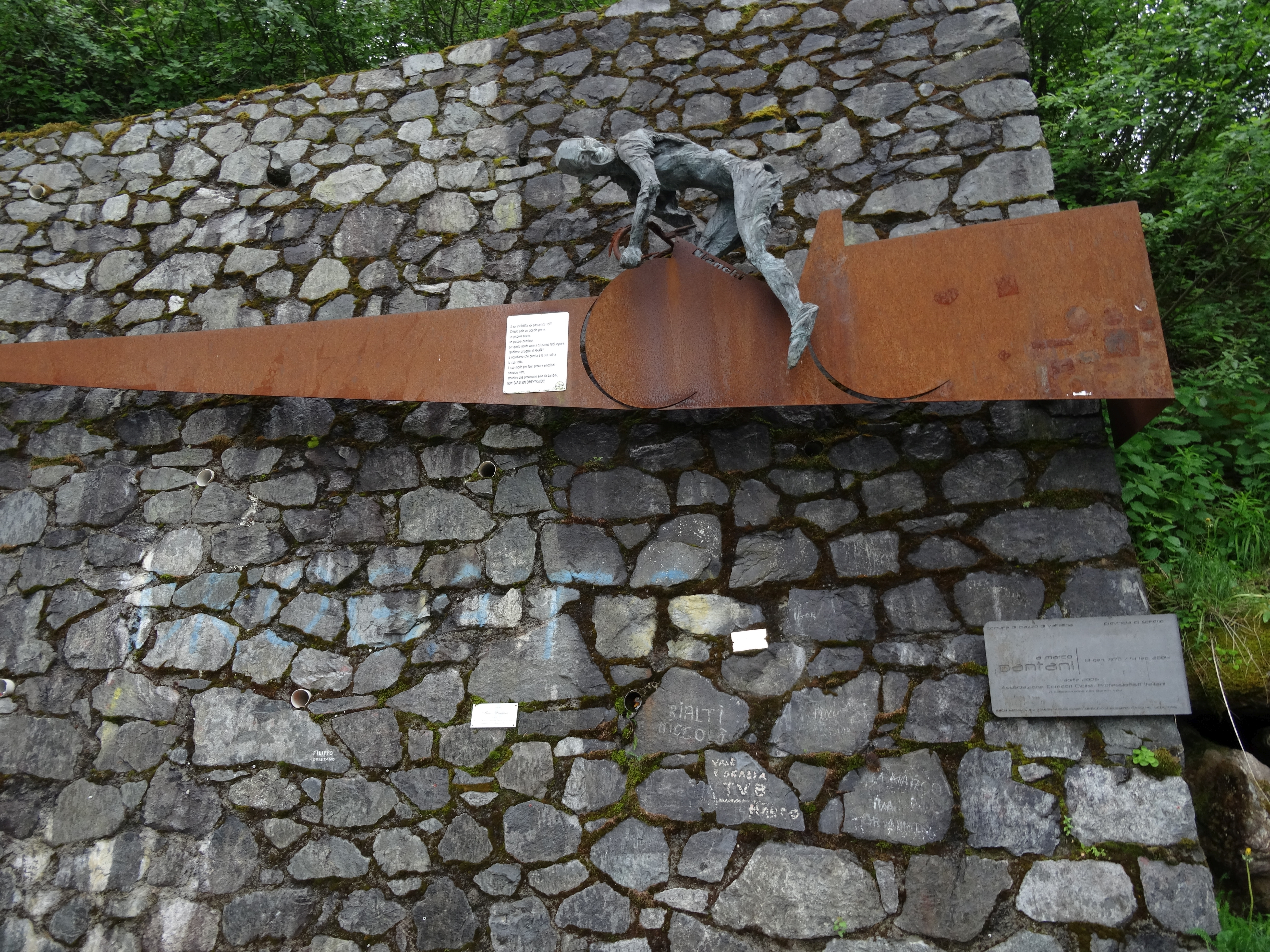
Minnesmärke över Marco Pantani i Piaz de l'Acqua (drygt fyra kilometer kvar till krönet).

Mortirolopasset (italienska: Passo del Mortirolo), Foppapasset (italienska: Passo della Foppa) eller, sedan 2024, Cima Pantani, är ett bergspass 1852  m.ö.h. som ligger på gränsen mellan provinserna Sondrio och Brescia i Lombardiet, Italien. Det förbinder dalarna Valtellina och Val Camonica, är känt som ett av de svåraste bergspassen.som används inom professionell landsvägscykling i Europa och det har vid flera tillfällen ingått i Giro d'Italia.
Enligt en sägen har passet fått sitt namn ("morte" betyder död) efter ett slag mellan karolingiska och langobardiska (lombardiska) trupper år 773, men det anses troligare att det kommer från "mortarium" som betecknar förekomsten av en damm eller från "mortèra"/"murtus" (mortel) syftande på passets konkava form.
Passet kan nås från flera olika utgångspunkter:
- Från Mazzo di Valtellina: 12,2 kilometer med en höjdskillnad på 1 326 m, vilket ger en genomsnittlig stigning på 10,8 % (maximalt 17,7 % på 100 m).[6]
- Från Grosio: 12 kilometer med en höjdskillnad på 1 190 m, vilket ger en genomsnittlig stigning på 9,9 % (maximalt 17,7 % på 100 m).[7]
- Från Edolo via Monno: 17,2 kilometer med en höjdskillnad på 1 149 m, vilket ger en genomsnittlig stigning på 6,7 % (maximalt 13,7 % på 100 m).[8]
- Från Tovo di Sant'Agata: 12,4 kilometer med en höjdskillnad på 1 346 m, vilket ger en genomsnittlig stigning på 10,8 % (maximalt 24,8 % på 100 m).[9]

## I Giro d'Italia
| År   | Etapp | Start - mål                    | Längd (km) | Först över krönet | Klättring från      |
| ---- | ----- | ------------------------------ | ---------- | ----------------- | ------------------- |
| 1990 | 17    | Moena – Aprica                 | 223        | Leonardo Sierra   | Edolo               |
| 1991 | 15    | Morbegno – Aprica              | 132        | Franco Chioccioli | Mazzo di Valtellina |
| 1994 | 15    | Merano – Aprica                | 195        | Marco Pantani     | Mazzo di Valtellina |
| 1996 | 21    | Cavalese – Aprica              | 250        | Ivan Gotti        | Mazzo di Valtellina |
| 1997 | 21    | Malè – Edolo                   | 238        | Wladimir Belli    | Mazzo di Valtellina |
| 1999 | 21    | Madonna di Campiglio – Aprica  | 190        | Ivan Gotti        | Mazzo di Valtellina |
| 2004 | 19    | Bormio – Presolana             | 122        | Raffaele Illiano  | Mazzo di Valtellina |
| 2006 | 19    | Trento – Aprica                | 211        | Ivan Basso        | Mazzo di Valtellina |
| 2008 | 20    | Rovetta – Tirano               | 232        | Antonio Colom     | Mazzo di Valtellina |
| 2010 | 19    | Brescia – Aprica               | 195        | Ivan Basso        | Mazzo di Valtellina |
| 2012 | 20    | Val di Sole – Stelviopasset    | 219        | Oliver Zaugg      | Tovo di Sant'Agata  |
| 2015 | 16    | Pinzolo – Aprica               | 177        | Steven Kruijswijk | Mazzo di Valtellina |
| 2017 | 16    | Rovetta – Bormio               | 222        | Luis León Sánchez | Edolo               |
| 2019 | 16    | Lovere – Ponte di Legno        | 194        | Giulio Ciccone    | Mazzo di Valtellina |
| 2022 | 16    | Salò – Aprica                  | 202        | Koen Bouwman      | Edolo               |
| 2024 | 15    | Manerba del Garda – Livigno    | 222        | Christian Scaroni | Edolo               |
| 2025 | 17    | San Michele all'Adige – Bormio | 155        | Afonso Eulálio    | Monno               |

Rosamarkerade år markerar att Mortirolopasset utsetts till Montagna Pantani (instiftat som Cima Pantani 2004), vilket skett alla år som det inte angripits från från det enklare Edolo-hållet.